# Lopha
Lopha es un género de moluscos de la familia Ostreidae. Fue descrito por Peter Friedrich Röding en 1798.

## Especies
- Lopha affinis Sowerby, 1871
- Lopha capsa Fischer von Waldheim, 1808
- Lopha chemnitzii Hanley, 1846
- Lopha cristagalli C. Linnaeus, 1758
- Lopha frons C. Linnaeus, 1758
- Lopha gregarea
- Lopha imbricata J. B. Lamarck, 1819
- Lopha marshii (Sowerby, 1914)
- Lopha rosacea G. P. Deshayes, 1836